# Temporada 1979-80 de los Portland Trail Blazers
La temporada 1979-80 fue la décima de los Portland Trail Blazers en la NBA. La temporada regular acabó con 38 victorias y 44 derrotas, ocupando el sexto puesto de la conferencia Oeste, clasificándose para los playoffs, en los que cayeron en primera ronda frente a los Seattle SuperSonics.

## Elecciones en elDraft
| Ronda | Puesto | Jugador    | Posición | Nacionalidad   | Universidad  |
| ----- | ------ | ---------- | -------- | -------------- | ------------ |
| 1     | 12     | Jim Paxson | Escolta  | Estados Unidos | Dayton       |
| 5     | 100    | Matt White | Pívot    | Estados Unidos | Pennsylvania |

## Temporada regular
| División Pacífico        | División Pacífico | División Pacífico | División Pacífico | División Pacífico | División Pacífico | División Pacífico | División Pacífico | División Pacífico |
| Equipo                   | G                 | P                 | %                 | PD                | Casa              | Fuera             | Div               |                   |
| ------------------------ | ----------------- | ----------------- | ----------------- | ----------------- | ----------------- | ----------------- | ----------------- | ----------------- |
| y-Los Angeles Lakers     | 60                | 22                | .732              | –                 | 37–4              | 23–18             | 19–11             |                   |
| x-Seattle SuperSonics    | 56                | 26                | .683              | 4                 | 33–8              | 23–18             | 18–12             |                   |
| x-Phoenix Suns           | 55                | 27                | .671              | 5                 | 37–5              | 18–22             | 19–11             |                   |
| x-Portland Trail Blazers | 38                | 44                | .463              | 22                | 26–15             | 12–29             | 13–17             |                   |
| San Diego Clippers       | 35                | 47                | .427              | 25                | 24–17             | 11–30             | 13–17             |                   |
| Golden State Warriors    | 24                | 58                | .293              | 36                | 15–26             | 9–32              | 8–22              |                   |

## Playoffs

### Primera ronda
Seattle SuperSonics vs. Portland Trail Blazers 
| Fecha      | Partido                                             | Ciudad   |
| ---------- | --------------------------------------------------- | -------- |
| 2 de abril | Seattle SuperSonics 120, Portland Trail Blazers 110 | Seattle  |
| 4 de abril | Portland Trail Blazers 105, Seattle SuperSonics 95  | Portland |
| 6 de abril | Seattle SuperSonics 103, Portland Trail Blazers 86  | Seattle  |
|            | Seattle SuperSonics gana las series 2-1             |          |

## Estadísticas
| Rk | Jugador           | Edad | P  | PT | MP   | TC  | TCI  | %TC  | T3  | T3I | %T3  | TL  | TLI | %TL  | RO  | RD  | RT   | AS  | RB  | TAP | BP  | FP  | PTS  |
| -- | ----------------- | ---- | -- | -- | ---- | --- | ---- | ---- | --- | --- | ---- | --- | --- | ---- | --- | --- | ---- | --- | --- | --- | --- | --- | ---- |
| 1  | Ron Brewer        | 24   | 82 |    | 34.3 | 6.7 | 14.4 | .464 | 0.1 | 0.4 | .188 | 2.2 | 2.7 | .840 | 0.7 | 2.0 | 2.6  | 2.6 | 1.2 | 0.6 | 2.0 | 1.9 | 15.7 |
| 2  | Kermit Washington | 28   | 80 |    | 33.2 | 5.3 | 9.5  | .553 | 0.0 | 0.0 | .000 | 2.9 | 4.5 | .642 | 4.1 | 6.5 | 10.5 | 2.1 | 0.9 | 1.6 | 2.1 | 3.8 | 13.4 |
| 3  | Calvin Natt       | 23   | 25 |    | 32.4 | 8.0 | 16.8 | .480 | 0.1 | 0.2 | .500 | 4.3 | 5.6 | .770 | 2.6 | 4.5 | 7.1  | 2.3 | 1.0 | 0.5 | 2.6 | 2.3 | 20.4 |
| 4  | Tom Owens         | 30   | 76 |    | 30.8 | 6.8 | 13.3 | .514 | 0.0 | 0.0 | .500 | 2.8 | 3.7 | .753 | 2.5 | 5.1 | 7.5  | 2.6 | 0.6 | 0.7 | 2.3 | 3.6 | 16.4 |
| 5  | Maurice Lucas     | 27   | 41 |    | 28.7 | 5.9 | 13.5 | .440 | 0.0 | 0.1 | .400 | 2.4 | 3.3 | .730 | 2.1 | 5.9 | 7.9  | 3.0 | 0.6 | 0.9 | 3.6 | 3.4 | 14.3 |
| 6  | Larry Steele      | 30   | 16 |    | 27.9 | 3.9 | 9.1  | .425 | 0.0 | 0.3 | .000 | 1.4 | 1.7 | .815 | 0.8 | 2.0 | 2.8  | 4.2 | 1.6 | 0.1 | 2.1 | 3.3 | 9.1  |
| 7  | Bob Gross         | 26   | 62 |    | 25.5 | 3.6 | 7.6  | .468 | 0.0 | 0.2 | .100 | 1.5 | 1.8 | .833 | 1.4 | 2.7 | 4.0  | 3.7 | 1.0 | 0.8 | 2.7 | 2.9 | 8.7  |
| 8  | Dave Twardzik     | 29   | 67 |    | 23.8 | 2.7 | 5.9  | .464 | 0.1 | 0.1 | .571 | 2.9 | 3.8 | .782 | 0.8 | 1.6 | 2.3  | 4.1 | 1.1 | 0.0 | 2.0 | 2.2 | 8.5  |
| 9  | T.R. Dunn         | 24   | 82 |    | 22.5 | 2.9 | 6.7  | .436 | 0.0 | 0.0 | .000 | 1.0 | 1.4 | .757 | 1.6 | 2.3 | 4.0  | 1.8 | 1.2 | 0.4 | 1.1 | 1.8 | 6.9  |
| 10 | Lionel Hollins    | 26   | 20 |    | 20.7 | 4.1 | 10.7 | .385 | 0.1 | 0.5 | .100 | 1.7 | 2.7 | .642 | 0.3 | 0.8 | 1.0  | 2.5 | 1.5 | 0.1 | 3.0 | 1.8 | 10.0 |
| 11 | Jim Paxson        | 22   | 72 |    | 17.6 | 2.6 | 6.4  | .411 | 0.0 | 0.3 | .045 | 0.9 | 1.3 | .711 | 0.3 | 1.2 | 1.5  | 2.0 | 0.7 | 0.1 | 1.3 | 1.3 | 6.2  |
| 12 | Kevin Kunnert     | 28   | 18 |    | 16.8 | 2.8 | 6.3  | .439 | 0.0 | 0.0 |      | 1.4 | 2.4 | .605 | 2.1 | 4.2 | 6.2  | 1.6 | 0.4 | 1.2 | 2.3 | 3.3 | 7.0  |
| 13 | Abdul Jeelani     | 25   | 77 |    | 16.7 | 3.7 | 7.3  | .510 | 0.0 | 0.1 | .000 | 2.1 | 2.6 | .789 | 1.5 | 2.0 | 3.5  | 1.2 | 0.5 | 0.5 | 1.5 | 2.0 | 9.6  |
| 14 | Jim Brewer        | 28   | 67 |    | 15.2 | 1.3 | 2.7  | .489 | 0.0 | 0.1 | .000 | 0.2 | 0.4 | .483 | 1.5 | 2.3 | 3.8  | 1.1 | 0.6 | 0.6 | 0.7 | 1.9 | 2.9  |
| 15 | Billy Ray Bates   | 23   | 16 |    | 14.7 | 4.5 | 9.1  | .493 | 0.5 | 1.2 | .421 | 1.8 | 2.4 | .718 | 0.8 | 1.0 | 1.8  | 1.9 | 0.9 | 0.1 | 1.3 | 1.6 | 11.3 |

## Galardones y récords
| Jugador           | Galardón                                        |
| Calvin Natt       | Mejor quinteto de rookies de la NBA             |
| Kermit Washington | 2.º Mejor quinteto defensivo de la NBA All-Star |